# Феодосий Старший
Феодо́сий Ста́рший (лат. Flavius Theodosius; казнён в 376) — римский военачальник, комит и отец императора Феодосия I. Феодосий достиг звания комита Британии. Как отец императора Феодосия I, он считается основателем династии Феодосия.

## Биография
Существует ряд доказательств, что отца Феодосия звали Гонорием. Он женился на Терманции, возможно, в конце 330-е или в начале 340-х гг. У них было по крайней мере двое сыновей, Гонорий и Феодосий, которые родились в Каука (современный Кока, Сеговия, Испания) около 346 года. Феодосий Старший принадлежал к богатому и влиятельному роду из местной аристократии. В 368 году он достиг звания комита по военным делам, и Валентиниан I отправил его в Британию для борьбы с варварскими племенами. Прибыв в Британию, Феодосий напал на враждебные племена во главе трех легионов и отбил награбленное имущество. После этого, вернув награбленное тем, у кого оно было отобрано, Феодосий вступил в Лондон. Он устроил здесь свой штаб и мудро противостоял врагу. В Британии Феодосий показал себя очень способным военачальником и администратором. Вернувшись в 369 году в Рим, за прекрасно выполненное в Британии поручение он получил новое звание magister equitum.
Затем Феодосий успешно отражал атаки бургундов и алеманнов, позднее — принимал участие в ещё одном походе против алеманнов в качестве начальника кавалерийского отряда, а затем — против аланов. В 372 году он одержал победу над сарматами. В 373 году Феодосий командовал экспедицией, чтобы подавить восстание узурпатора Фирма в Мавретании, который восстал из-за гнета римского наместника этой провинции. Феодосий вёл борьбу с восставшими в течение двух лет и в 375 году в конце концов одержал победу. Однако после его последней победы и смерти Валентиниана I (ноябрь 375 года) Феодосий был арестован, помещён в Карфаген и казнён в начале 376 года. Причины этого до конца не ясны, но есть основания считать их результатом фракционной борьбы за власть в Италии после внезапной смерти Валентиниана I. Незадолго до своей казни Феодосий был крещён.